# Alpaida championi
Alpaida championi är en spindelart som först beskrevs av O. Pickard-Cambridge 1889.  Alpaida championi ingår i släktet Alpaida och familjen hjulspindlar. Inga underarter finns listade i Catalogue of Life.